# OGLE-2006-BLG-109L
OGLE-2006-BLG-109L — зоря в сузір'ї Стрільця.

## Планетарна система
Зоря оточена планетною системою до якої входять дві планети: b масою приблизно 0,71 від маси Юпітера та c з масою приблизно 0,27 маси Юпітера.  Їхні співвідношення мас, та температури рівноваги подібні до Юпітера та Сатурна в сонячній системі.
Обидві планети було одночасно відкрито завдяки технології гравітаційного мікролінзування, в спільній роботі англ. Optical Gravitational Lensing Experiment, microFUN [Архівовано 22 липня 2012 у Wayback Machine.], MOA, PLANET та RoboNet, як було повідомлено 14 лютого 2008.

## Зовнішні посилання
- http://news.bbc.co.uk/2/hi/science/nature/7333155.stm [Архівовано 23 березня 2012 у WebCite]
- OGLE collaboration
- microFUN collaboration [Архівовано 22 липня 2012 у Wayback Machine.]
- MOA collaboration [Архівовано 31 березня 2009 у Wayback Machine.]
- PLANET collaboration [Архівовано 19 травня 2010 у Wayback Machine.]
- RoboNet
- Solar System Like Ours Found [Архівовано 23 березня 2012 у WebCite], Space.com